# Cité des sciences et de l’industrie

La Géode (links) und Cité des sciences (rechts)

Die Cité des sciences et de l’industrie (deutsch Stadt der Wissenschaften und der Industrie) dominiert den nördlichen Teil des Parc de la Villette im 19. Arrondissement von Paris und ist ein Wissenschafts-, Technik- und Industriemuseum. Gemeinsam mit der Cité de la musique und dem Conservatoire national supérieur de musique et de danse de Paris bildet sie jeweils einen Eckpunkt im Parc de la Villette.
Die Cité ist ein „Établissement public“ – d. h. so viel wie eine öffentliche Einrichtung, die auf die Vermittlung der wissenschaftlichen und technischen Kultur spezialisiert ist und in der Verantwortung zweier französischer Ministerien – des Kultur- und des Forschungsministeriums – steht. Sie dient einem breiten Publikum, insbesondere Kindern und Jugendlichen, bei der Verbreitung des wissenschaftlichen und technischen Verständnisses und soll auf diese Weise das Interesse der Bürger für Wissenschaft, Forschung und Industrie in der Gesellschaft wecken und zieht jährlich mehr als fünf Millionen Besucher an.
Daneben gibt es noch das ältere Wissenschaftsmuseum Palais de la découverte in Paris, das mit der Cité seit 2009 in einer städtischen Gesellschaft vereint ist.

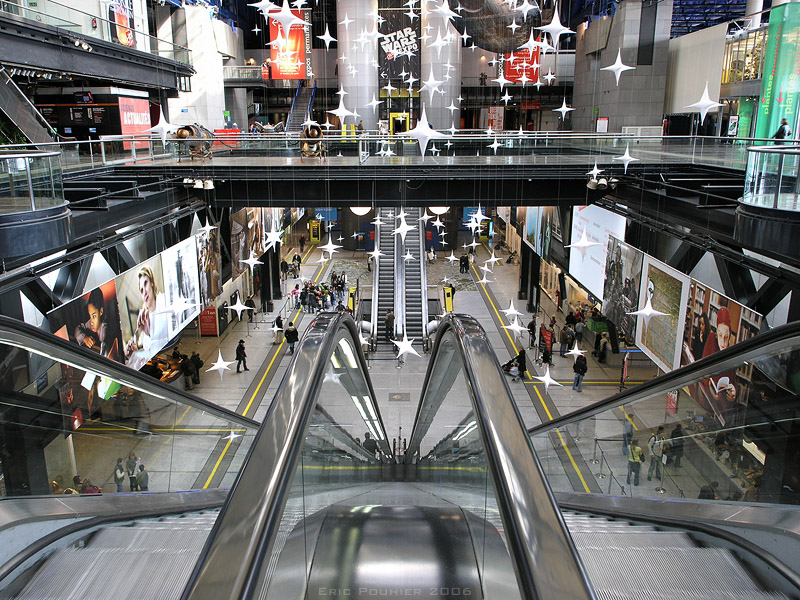
Zentrale Eingangshalle

## Ausstellungsräume
Es gibt zahlreiche Ausstellungsräume und Einrichtungen:

### Explora(Ebene 1, 2 und 3)
Sie umfasst mit 30.000 m² etwa zwei Drittel der Ausstellungsfläche. Die wichtigsten Dauerausstellungen, nach Themen gegliedert, sind: Mathematik, Optik und Licht, Akustik, Wasser und Meer, Biologie und Biotechnologie, Energie, Transport und Automobil, Mineralogie und Vulkanologie, Astronomie und Weltraumfahrt.
Jede Abteilung hat die Größe eines eigenen Museums. In der Abteilung für Transport fehlen weder die herausragenden Beispiele französischer Ingenieurskunst, wie der TGV, die fahrerlosen VAL der Métro, noch ein Modell des jüngsten französischen Jagdflugzeugs Rafale oder eines Formel-1-Rennwagens. Ein Flugsimulator eines Airbus-Cockpits ist ein weiterer Anziehungspunkt. In der Weltraumabteilung werden u. a. die dritte Stufe und das Triebwerk der europäischen Rakete Ariane 5 gezeigt. In der optischen Abteilung kann man sich von der Fotografie bis zur Holografie informieren.

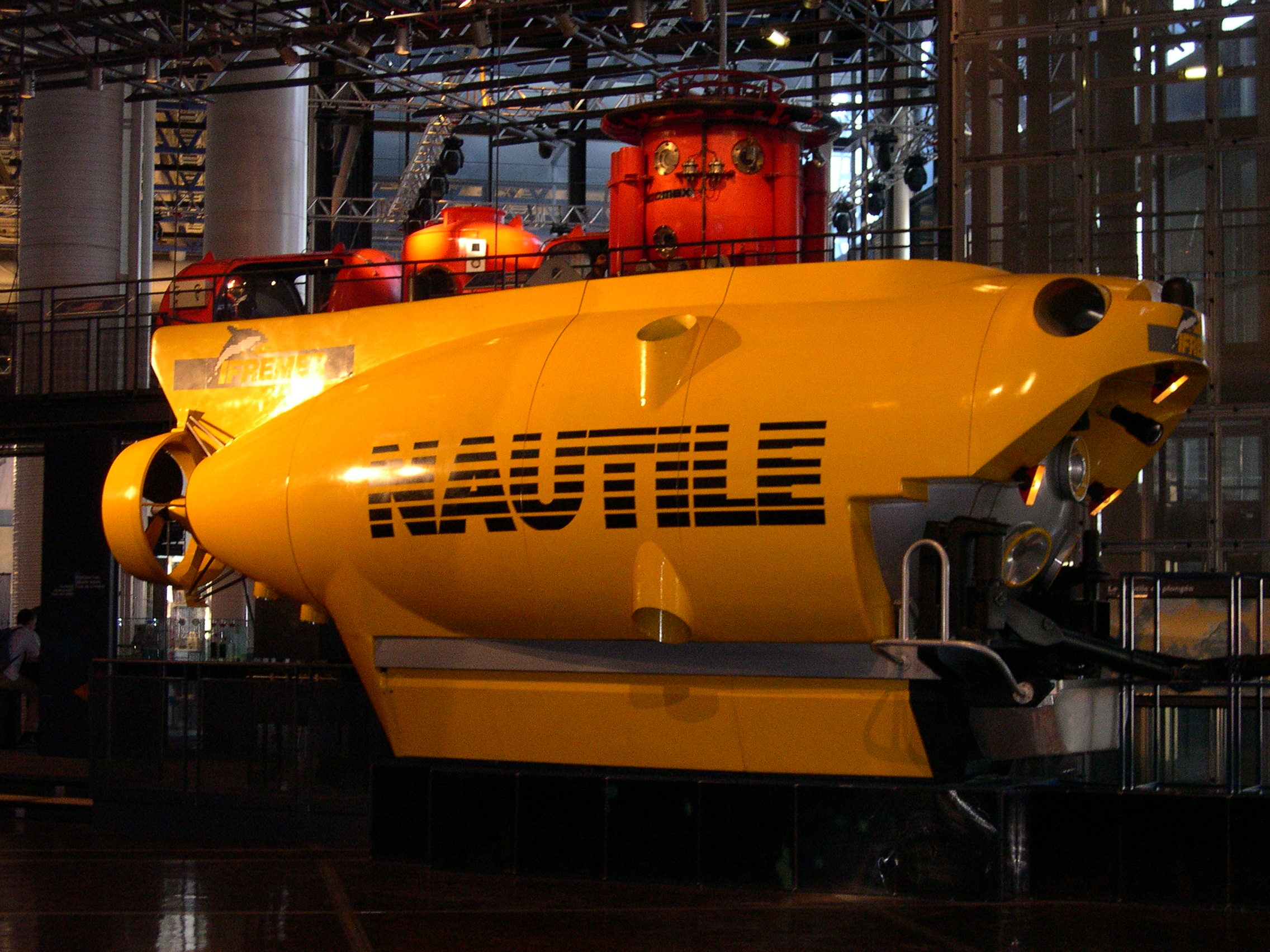
Tiefsee-Forschungs-Tauchboot Nautile in Originalgröße

Bei einem Gang über die „Grüne Brücke“ in mehr als 20 m Höhe über der Eingangshalle gewinnt man einen Eindruck über die Bio- und Gentechnologie. In einem Gewächshaus des 20. Jahrhunderts wird die Zucht verschiedener Nutzpflanzen gezeigt. In der Meeresabteilung werden Videos der Meeresforschung von Lebewesen an den heißen Schloten unterseeischer Vulkane gezeigt, die dank der Hitze und des austretenden Schwefels ohne Licht und Sauerstoff existieren.
Im Odorama-Spiel wird der Geruchssinn einem Test unterzogen.
Wechselausstellungen befassen sich beispielsweise mit dem Gehirn, der 200-jährigen Geschichte der Industrialisierung Frankreichs, dem 50-jährigen Jubiläum des Citroën DS, der Bedeutung des Wassers, der Biometrie oder dem römischen Glasbläserhandwerk.

### Médiathèque(Ebene -1)
Die Wissenschaftsbibliothek erstreckt sich über drei Etagen. Sie unterteilt sich in ebenfalls drei große Bereiche:
- große Öffentlichkeit,
- Kindheit und
- Geschichte der Wissenschaften.

Gleichzeitig findet man hier die interaktiven Einrichtungen, die einem ermöglichen, unmittelbar Filme, Dokumentationen, Animationen, CD-ROMs etc. anzuschauen. In der Ebene 0 findet man die Kindermediathek und das Kino Les Shadoks.

### DieCité der Kinder(Ebene 0)
Konzipiert für den Besuch von Kindern zwischen 3 und 12 Jahren unterteilt sich die Cité in zwei Räume: den Raum für 2- bis 7-jährige und die Techno Cité, den Raum für 5- bis 12-jährige.

### Das Planetarium (Ebene 2)
Unter einer Kuppel von 21 Meter Durchmesser wird auf diese der Sternenhimmel projiziert, dessen Lauf durch 10.000 kleine Teleskope imitiert wird. Gleichzeitig simulieren 125 Projektoren den Lauf der Sonne, der Planeten und des Mondes. Zusammen mit einer entsprechenden Beschallung wird (abgesehen von der fehlenden Schwerelosigkeit) der Eindruck einer Weltraumreise erzeugt.

### Carrefour numérique(etwa:digitale Kreuzung) (Ebene -1)
Dieser Raum von 1200 m² setzt sich zusammen aus einer Informationsfläche, die Zutritt gewährt zu einer Reihe von Dictatielen; einem Kiosk mit Zugang zum Internet; einer Einführungswerkstatt in die Informatik; einem Studio, in dem multimedial gearbeitet werden kann; ein digitales Klassenzimmer für Schüler und eine Agora, um an Veranstaltungen, Treffen und Debatten zur Digitalkultur teilzunehmen. Hier beschäftigt sich z. B. eine Veranstaltung mit den Google-Karten.

### Cité der Berufe (Ebene -1)
Informationsort zu Ausbildungen und Berufen; die Cité der Berufe steht Beratern zur Verfügung und unterhält darüber hinaus einen wichtigen Dokumentationsfundus.

### Cité der Gesundheit (Ebene -1)
Sie befindet sich am Eingang der großen öffentlichen Mediathek und ist ein Informations- und Beratungsraum zu allen Themen der Gesundheit.

### Sonstige

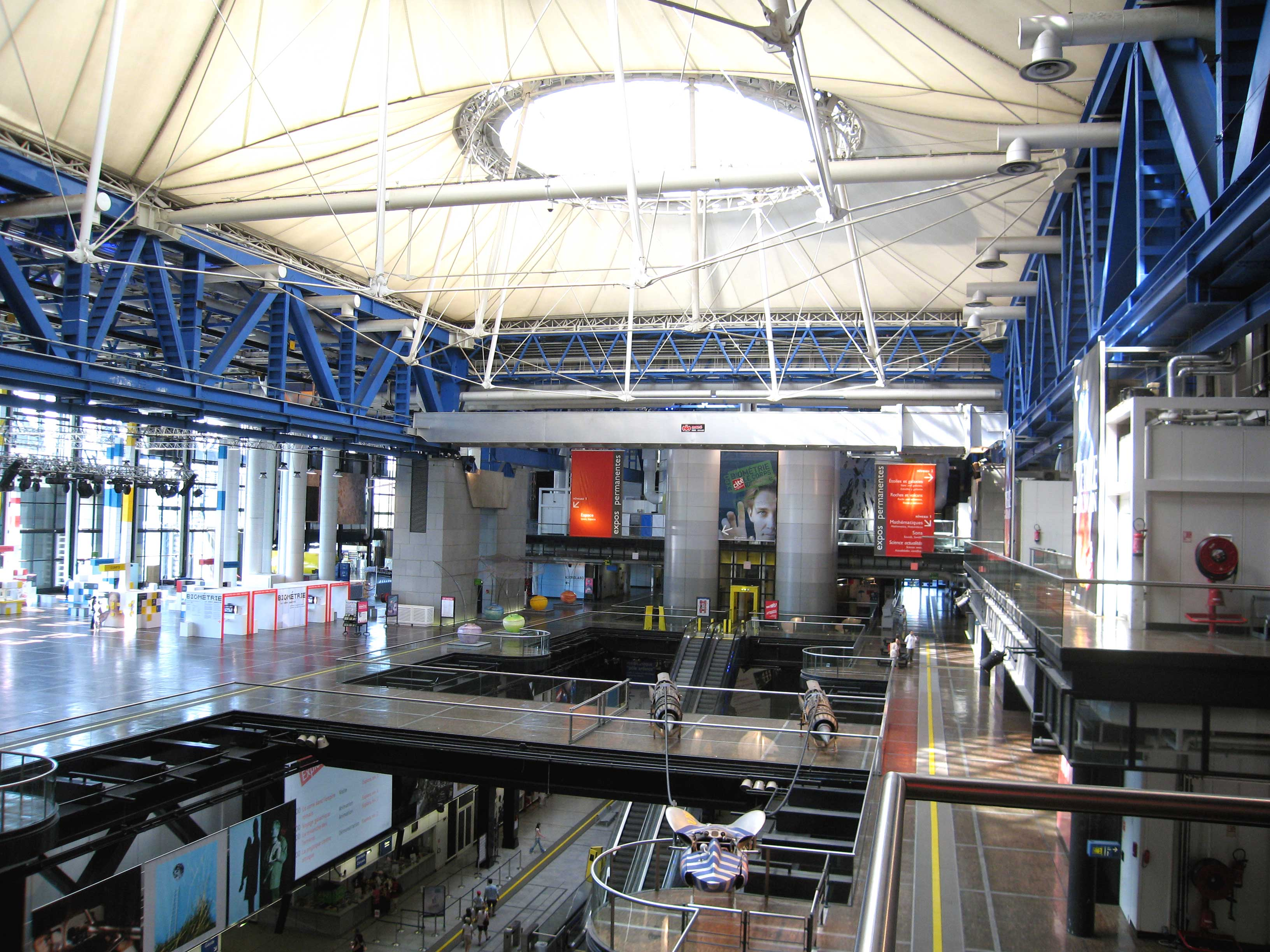
Bereich Technik

- Das Auditorium (Ebene 0) ist ein Konferenzsaal für Bildungsprogramme
- Ein Kongresszentrum (Ebene -1)
- Das Aquarium (Ebene -2)
- Das Kino Louis Lumière (Ebene 0)
- Der Saal Jean Bertin (Ebene 0)
- Der Raum Condorcet (Ebene 0)
- Ein Picknickraum (Ebene 0)
- Ein Postschalter (Ebene 0)
- Eine Boutique zum Verkauf von Büchern und Wissenschaftsspielen (Ebene 0)
- Restaurants (Ebene -2)

Dank der Infrarottechnik kann man über einen drahtlosen Kopfhörer einem Audioführer in 18 Sprachen folgen, der dem Besucher genau jenen Teil der Ausstellung erklärt, in dem dieser sich gerade befindet. Jede Abteilung verfügt über Videos. Die Vielzahl von didaktisch aufgebauten, interaktiven Experimenten, laden die den Besucher ein, sich spielerisch forschend und kreativ den verschiedenen Themen zu nähern.
Das Museum lebt von seinem Erlebnischarakter, nicht von Exponaten. Gewächshäuser, in denen Pflanzen entsprechend verschiedener Klimazonen angesiedelt sind, verbinden das Gebäudeinnere mit der Außenanlage, in der Wasserbassins dominieren, die in den Park führen.

## Kritik
Während in den meisten Veröffentlichungen das die Kreativität fördernde Konzept gelobt wird, halten Kritiker, wie Norbert Mappes-Niedeck, dem entgegen, die Cité sei ein riesiger Tempel aus Stahl und Glas, in dem die einst fröhliche, inzwischen schauererregende, Wissenschafts- und Technikgläubigkeit der 1960er Jahre niste.
Als Beispiel führt er ein Computer-Lernprogramm an, in dem, unter der Fragestellung „Wie wird ein Kind gezeugt?“, nach der Verschmelzung einer Ei- und einer Samenzelle in einer Petrischale die Auswahl einer Leihmutter „… je nach Herkunft, Alter, Zahl der Schwangerschaften und Qualifikation …“ durch eine Software beschrieben wird.
Auch ein Modell des Kerns des Superphénix, des von der EDF betriebenen Brutreaktors oder die Ehrentafel der „berühmten Familien der Chemiefaser“, die durch die chemische Industrie finanziert wurde, werden als Beleg angeführt für den Vorwurf, dass das Museum ein Industriedenkmal sei.

## Geschichte
An der Pariser Porte de la Villette befand sich früher ein 40.000 m² großer Schlachthof und ein Viehmarkt, wo etwa 3000 Menschen Beschäftigung fanden. Schlachthof und Viehmarkt wurden 1974 nach Pantin verlegt und 1979 ein Projekt zur Umwandlung der fast bis an den Boulevard Périphérique reichenden 55 ha großen Fläche entwickelt, um dieses vernachlässigte und heruntergekommene Viertel im 19. Arrondissement wiederzubeleben.
Der Architekt Adrien Fainsilber wurde am 15. September 1980 damit beauftragt, aus dem in den 1960er Jahren begonnenen Bau einer riesigen, unvollendeten Halle des Schlachthofs ein futuristisches Wissenschafts- und Technikmuseum aus Stahl und Glas zu entwickeln. Dieses wurde am 13. März 1986 anlässlich der Begegnung des Halleyschen Kometen mit der europäischen Raumsonde Giotto von Staatspräsident François Mitterrand eingeweiht. Es ergänzte damit den schon zuvor bestehenden Palais de la découverte (dt.: Palast der Entdeckung) im Grand Palais.
Die Präsidenten des Museums in chronologischer Reihenfolge:
- Maurice Lévy 1985
- Christian Marbach 1987
- Roger Lesgards 1988
- Pierre David 1993
- Gérard Ghéry 1995
- Michel Demazure 1998
- Jean-François Hébert 2002
- François d'Aubert 2007
- Claudie Haigneré 2009
- Bruno Maquart 2015[1]